# アルフ・プリョイセン

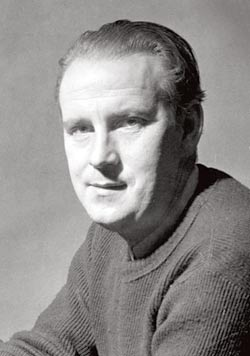
アルフ・プリョイセン（1949年）

アルフ・プリョイセン（Alf Prøysen, 1914年7月23日-1970年11月23日）は、ノルウェーの児童作家・歌手。「スプーンおばさん」のシリーズで知られる。

## 生い立ち
プリョイセンは、ノルウェーのヘードマルク県（Hedmark）リングサーケル（Ringsaker）に、3人兄弟の末っ子として生まれた。家庭が貧しく、幼少時から農場で働いた。学校へは行かなかったものの、空想力や歌唱力に富み、農村の祭などで自作の歌を披露し喜ばれた。
1945年には最初の短編集を出版し、また1950年の『電燈にとまったツグミ』(no:Trost i taklampa)はのちに映画化・ミュージカル化された。
プリョイセンは、1946年からノルウェーの国営ラジオ放送の番組「子どもの時間」で子どもたちに歌を歌い、語りかけ、人気を博していた。代表作となる「スプーンおばさん」シリーズも、ラジオ番組をもとに作られ、1956年にスウェーデン語版が、翌年ノルウェー語版が出版されたのが始まりである。これは世界18言語に訳され、やはり映画化された。日本では、1983年4月にアニメがNHKにより放映されている。
プリョイセンは作家として名を成してからも歌謡を自作し続け、また各地の民謡を歌いに回った。
1970年、癌により56歳で死去。

## 作品

### 「スプーンおばさん」シリーズ
スプーンおばさんは普通のおばさんに見えるが、時折（必要もないのに）身体がティースプーンくらいに小さくなってしまう。小さくなった時には動物と会話ができるおばさんの、幻想的な冒険を描く。
神宮輝夫は「日常的なものが別な色合いをおびて感じられる点に、この空想物語の独創性がある」と評価している。また、神宮や山内清子は民話との親和性を指摘している。「小さくなる」ことが動物との意思疎通につながることから、スプーンおばさんを北欧伝説の妖精と同質視する分析もなされている。
ノルウェーではボルグヒル・ルー（Borghild Rud）の、スウェーデンではビョーン・ベルイ（Björn Berg）の挿絵がついている。スウェーデン語版が英語版になり、日本語版にもビョーン・ベルイの挿絵が使われている。
- ティースプーンくらいに小さくなるおばさん Kjerringa som ble så lita som ei te-skje （1957年）
- ティースプーンおばさんのあたらしい冒険 Teskjekjerringa på nye eventyr （1960年）
- おとぎの森のティースプーンおばさん Teskjekjerringa i eventyrskauen （1965年）
  - 大塚勇三 訳『小さなスプーンおばさん』ビョールン・ベルイ、学習研究社、1966年。ISBN 4051046508。 NCID BN03773584。原書での1巻目から7編、2巻目から4編を収録[5]。
    - 大塚勇三 訳『スプーンおばさんちいさくなる』ビョールン・ベルイ、偕成社、1979年。 NCID BN11239217。第1話の絵本。

  - 大塚勇三 訳『スプーンおばさんのぼうけん』ビョールン・ベルイ、学習研究社、1968年。ISBN 4051046575。 NCID BN11480286。原書の2巻目から5編3巻目から6編を収録[5]。
- スプーンおばさんのゆかいな旅 Teskjekjerringa på camping （1967年）
  - 大塚勇三 訳『スプーンおばさんのゆかいな旅』ビョールン・ベルイ、学習研究社、1975年。 NCID BN1321696X。原書4巻目の全訳[5]。

NHKで放送されていたアニメの詳細は、スプーンおばさん (アニメ)を参照。

### その他の翻訳作品
- 大塚勇三 訳『しあわせのテントウムシ』ニルス・アース、岩波書店、1979年。 NCID BA32611030。1959年刊行の原書の短編9作品のうち6作品を訳した。
- no:Geitekillingen som kunne telle til ti
  - 山内清子 訳『10までかぞえられるこやぎ』林明子、福音館書店、1991年。ISBN 4834010538。 NCID BN07292409。
  - ひだにれいこ 訳『10までかずをかぞえたこやぎ』ヴィヴィアン・ザール・オルセン、ワールドライブラリー、2015年。ISBN 9784908013416。 NCID BB24746712。
- 「だめといわれてひっこむな」ストーリーテリング（素話）に使える作品として翻訳・紹介されている。
  - 『母の友』（1964年3月号）p66-68　「三歳の子どもに聞かせる話」「アルフ・プロイセン原作　瀬田貞二訳」と記載がある。
  - 東京子ども図書館 編『おはなしのろうそく 9』東京子ども図書館、1980年。ISBN 9784885691089。 NCID BN08087926。
  - 東京子ども図書館 編『だめといわれてひっこむな』5号、東京子ども図書館〈おはなしのろうそく（愛蔵版）〉、2001年。ISBN 9784885690549。 NCID BA5506072X。